# ケルヴィン水滴誘導起電機

ケルヴィン水滴誘導起電機の模式図。

ケルヴィン水滴誘導起電機（英: Kelvin water dropper）とは、1867年にアイルランド出身の物理学者ウィリアム・トムソン（ケルヴィン卿）が発明した一種の静電発電機。滴り落ちる水流に対して静電誘導を及ぼすことにより、2系統の集電器に逆符号の電荷を蓄積して高い電位差を作り出す装置である。高電圧発生装置としての性能は後に開発されたヴァンデグラフ起電機などに及ばず、実用上・研究上の用途は絶えている。しかし、作成が容易であり、静電気学の諸原理を実演するのにうってつけであることから、物理教育の教材として用いられたり、サイエンスフェアなどで展示される。

## 装置の解説
典型的な装置構成を上図に示す。水などの導電性の液体が入ったタンクから二又のホースを伸ばし、それぞれの先端から滴り落ちる水を2つの金属バケツに溜める。それぞれのホースの近くに金属のリングを設置し、水流がリングと直接触れずにその中を通るようにしておく。それぞれのリングは逆側のバケツと電気的に接続される。つまり、左のリング（赤）は右のバケツに接続され、右のリング（青）は左のバケツに接続される。バケツやリングはもう一方の系やグラウンドから絶縁されていなければならない。ホースから出る水は完全に連続した流れであってはならず、バケツに触れるまでの間に途切れて水滴になっている必要がある。

### 動作原理
この起電機が動作を始めるには、二つのバケツの間にわずかな帯電量の差がなければならない。ただしバケツが互いに絶縁されていれば、ランダムな揺らぎによって必ず差があると考えてよい。ここでは右のバケツがわずかに正に帯電していたとする。すると、右のバケツに接続されている左のリングも、やはり正に帯電していることになる。この正電荷は静電気力によって水中の負電荷（イオン）を引き付けるため、左の水流には負電荷が集められる。その先端から分かれた水滴は負に帯電した状態で落下していき、左のバケツおよび右のリングに負電荷を与える。
こうして右のリングが負に帯電すると、同様のプロセスで右の水流には正の電荷が集められる。右の水流の先端から分かれた水滴は、正の電荷を携えて正に帯電したバケツにぶつかっていき、バケツの帯電をさらに強める。
以上のように、水中の正電荷は右側の流れに集められ、正に帯電している右のバケツに溜まっていく。負電荷は左側の流れに集められ、負に帯電している左のバケツに溜まっていく。このように液中の電荷が分離されるプロセスを静電誘導という。それぞれのバケツの帯電量が増えるにつれ、リング電位の絶対値も増加し、静電誘導のプロセスはさらに効率化する。これは一種の正フィードバックとなっており、ケルヴィンによれば、電荷の損失がないと仮定すると帯電量は時間とともに指数関数的に増大する。このプロセスにおいて、ホース中を陽イオン・陰イオンが移動することで電流が流れる。電流は水自体の流れとは独立しており、たとえば水流が右の負帯電リングに近づくとき、水中の陰イオンは水の流れに逆らって左側に運動する。
やがて2つのバケツの帯電量が大きくなると、いくつかの興味深い効果を観察することができる。バケツやリングの間に瞬間的なスパークが発生することがあり、これによって電荷が移動することで両者の帯電量は減少する。リングを通過する時点で水流が途切れ途切れになっておらず、なおかつ水流がリングの中心からずれているのなら、スパークが発生する直前にリングからのクーロン引力で水流が曲げられる様子がみられる。
バケツの帯電量が大きくなると、まっすぐで安定していた水流が電荷の自己反発作用によって円錐状に広がることがある。水流がちょうどリング近辺で水滴に分かれるように調整されていれば、水滴がリングに吸い寄せられ、帯電していたリングに逆符号の電荷を与えて系の帯電量を減少させることがある。あるいはまた、落下する水滴に対してバケツがクーロン反発力を及ぼして外に吹き飛ばしてしまうこともある。これらの効果はいずれもバケツの帯電量を減少させたりリーク電流の原因となったりするため、起電機の最大電圧を制限する。水滴起電機では10 - 20 kV程度の電圧を作ることができるが、電荷の絶対量が小さいため、靴とカーペットがこすられて生じる静電気と比べても人体に対する危険性は小さい。
二つのバケツに蓄積される逆符号の電荷は電気的なポテンシャルエネルギーを表しており、火花が飛ぶとこのエネルギーが光や熱として放出される。その源は、水が落下するときに放出された重力の位置エネルギーである。帯電した水滴はバケツの電荷が作る電場から上向きの力を受けているので、落下するときに仕事を行い、重力の位置エネルギーを電気的なポテンシャルエネルギーに変換する。残りの位置エネルギーは水滴の運動エネルギーとなる。運動エネルギーはバケツに衝突するときに熱となって失われるので、この起電機は発電機としては非常に効率が悪い。とはいえ、エネルギー変換の原理自体は一般の水力発電とそれほど変わるわけではない。常にそうであるように、エネルギーの保存はここでも成立している。

### 詳細

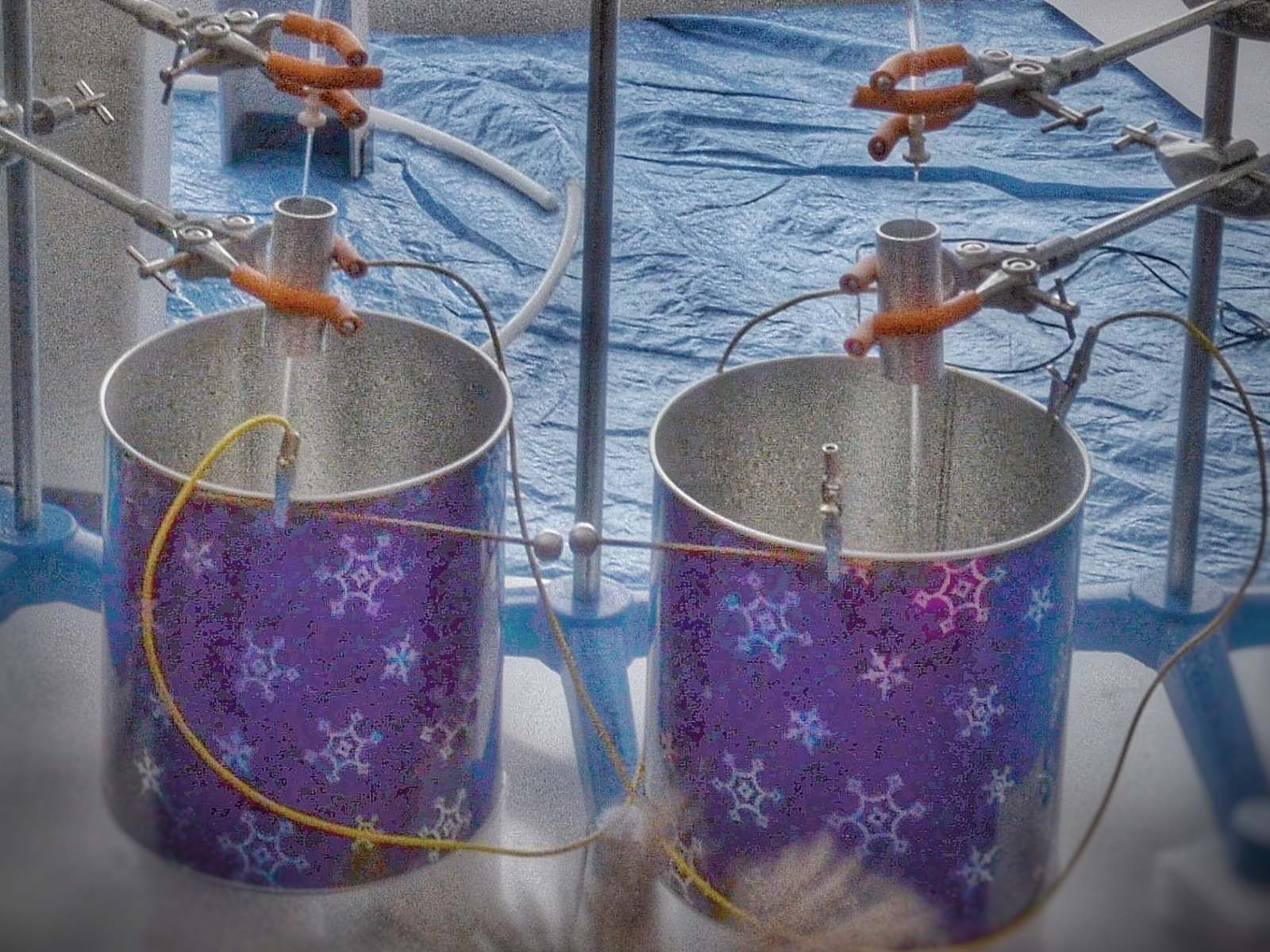
2014年のケンブリッジ・サイエンス・フェスティバル（en）で展示されたケルヴィン水滴起電機。

バケツが金属の導体であれば、電荷は水ではなくバケツの表面に蓄積される。これは通常の静電誘導の過程であり、関連する「ファラデーのアイスペール実験」でも同じことが起きている。また、帯電した大きい金属容器の内側に少量の電荷を送り込むことでさらに帯電を強めるというアイディアは、ヴァンデグラフ起電機と同じ物理に基づいている。
バケツが金属製ではない場合、ワイヤの端を水に漬けておけば起電機は動作する。このとき電荷はバケツの表面ではなく水面に蓄積される。

## 発展
この起電機の前身となったのは、ケルヴィン自身が大気電位を測定するために発明したケルヴィン水滴集電器（英: Kelvin water dropper equaliser）である。水滴集電器は絶縁された水タンクとパイプからなる装置で、パイプの先端から少しずつ水が滴り落ちるようになっている。流れ出た水に対して周囲の環境から静電的な作用がはたらくと、静電誘導によって水の先端部に電荷が誘起される。電荷は水滴とともに運び去られるので、タンク内の水から絶えず電荷が流出することになる。これにより水の電位が変化していき、やがてパイプ先端の大気電位と等しくなったところで変化が止まる。ケルヴィンはこの装置を用いて世界各地の大気電位を継続的に記録することを提唱し、大気電気学の確立に大きな役割を果たした。水滴集電器のパイプを2系統に増やし、水滴から電荷を回収する仕組みと誘導電極を設けたものが水滴誘導起電機である。
3系統の水流を用いて誘導起電機を構成することにより、三相交流の高圧を作成できることが示されている。また系統の数をさらに増加させることも可能である。
2013年、オランダのトゥウェンテ大学の研究者を代表とするグループがマイクロ流体を用いた水滴起電機を作製した。この方式では重力の代わりに空気圧を用いており、電圧の印加によってμmサイズの水滴を帯電・変形・分割させることが可能である。